# ウェイン・ブリッジ
ウェイン・マイケル・ブリッジ（Wayne Michael Bridge, 1980年8月5日 - ）は、イギリス・サウサンプトン出身の元サッカー選手。イングランド代表であった。現役時代のポジションはディフェンダー。

## 経歴
サウサンプトンFCのユースチームで育ち、1998-99シーズン8月16日リヴァプール戦においてデビューを飾る。2000-01シーズンより不動の地位を築き、2002-03シーズンにはFAカップ決勝進出の原動力となるが、決勝戦ではアーセナルに0-1の惜敗をしている。
2003年にチェルシーFCに移籍を果たす。チェルシー移籍後もクラウディオ・ラニエリ監督の下で不動の左サイドバックとして活躍する。特にアーセナルとのUEFAチャンピオンズリーグ準々決勝では決勝点を奪いチームをベスト4に導く働きをしている。
ジョゼ・モウリーニョ監督就任後は出場機会が減り、2006年にフラムFCへレンタル移籍する。2006-07シーズン、チェルシーに戻った後はレギュラーとして起用されると思われていたが、アシュリー・コールが移籍してきたため再び出場機会に恵まれない日々が続いた。しかし、シーズン終盤にはコールの怪我もありレギュラーで使われることが増えた。FAカップ決勝でも先発メンバーとしてフル出場、2002-03シーズンに自身が成し遂げられなかった優勝に貢献している。
2009年1月3日、より多くの出場機会を求めマンチェスター・シティFCに4年半の契約で完全移籍をした。当時の背番号は25。2009-10シーズンからはサウサンプトン時代に着けていた3に変更している。

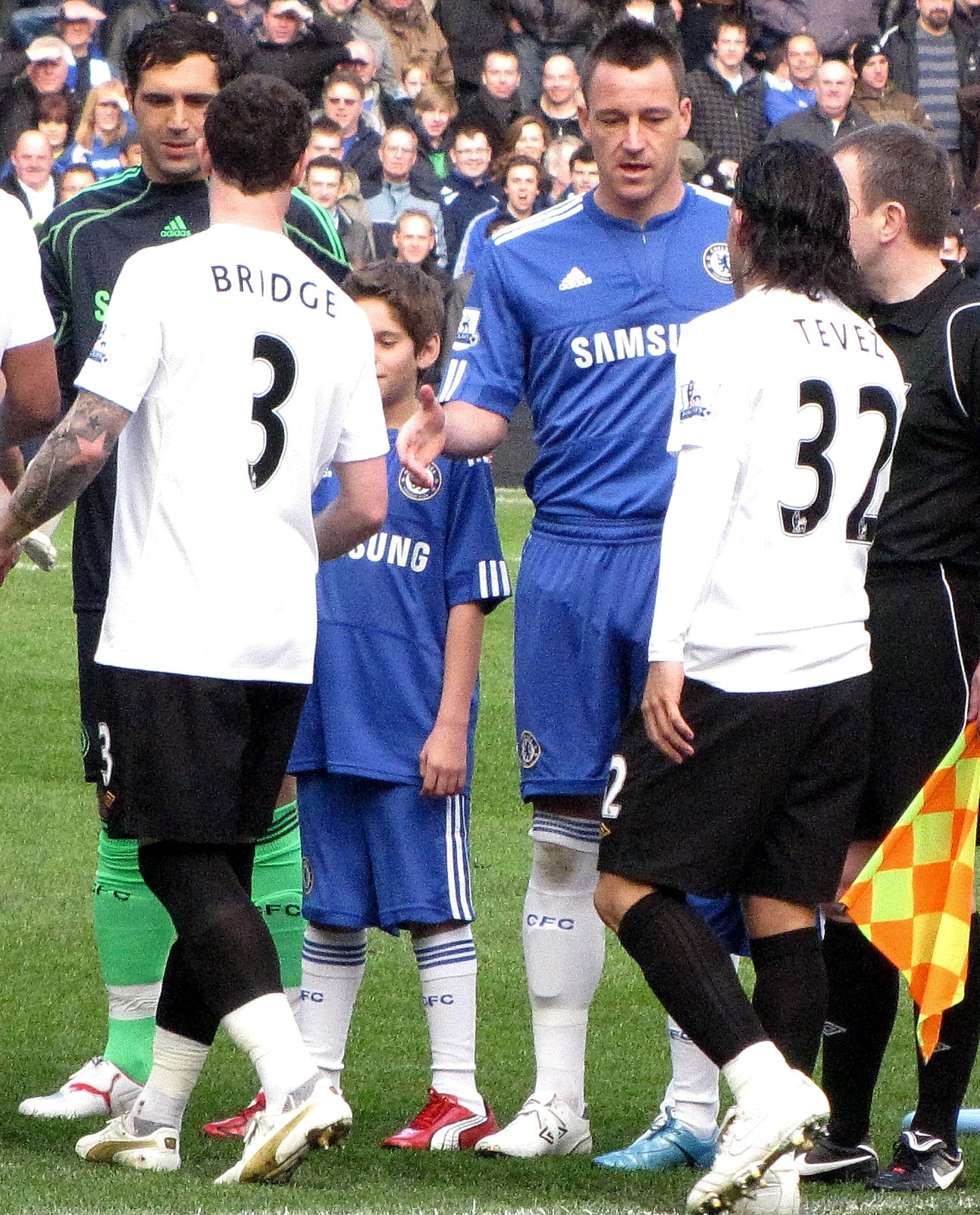
テリーとの試合前の握手を拒否する場面

2010年、当時の恋人が、代表主将のジョン・テリーと浮気していたことが発覚。両者は家族ぐるみで親しかった間柄でもあり大きなスキャンダルとして英国内で大騒ぎになり、これによりテリーは代表主将の座を剥奪された。ブリッジもテリーと顔を合わせたくないとしてイングランド代表を辞退した。その後も招集がないことから事実上この時点で代表からは引退している。
直後の2010年1月27日、両者は対戦（チェルシー対マンチェスター・シティ戦）し、試合前の握手をテリーに対してのみブリッジが拒否した姿が報じられた。なおこの試合はアウェーながらもマンチェスター・シティが4-2で勝っており、ブリッジがテリーへの鬱憤を晴らす形となっている。
2010 FIFAワールドカップまで3ヶ月を切り、同時期に同じ左サイドバックであるコールが骨折。代表復帰が切望されたが、自身もリーグ戦で負傷。そのまま手術となり残りのシーズンとワールドカップを棒に振った。
テリーの不倫問題発覚の影響もあってか、その後はプレーに精彩を欠いてシティでもポジションを失い、2011年1月12日、ウェストハム・ユナイテッドへレンタル移籍。ウェストハムでは自身の輝きを取り戻しつつあったが、チームの降格を防ぐことは出来なかった。シーズン終了後にシティに復帰。
ただ、シティ復帰後も戦力外の扱いが続き、2012年1月31日にサンダーランドAFCへレンタル移籍。
2014年5月、膝の怪我のため現役引退を発表した。

## 代表歴

### 出場大会
- イングランド代表
  - 2002 FIFAワールドカップ
  - 2006 FIFAワールドカップ

### 試合数
- 国際Aマッチ 36試合 1得点（2002年-2009年）[2]

| イングランド代表 | 国際Aマッチ | 国際Aマッチ |
| 年               | 出場        | 得点        |
| ---------------- | ----------- | ----------- |
| 2002             | 9           | 0           |
| 2003             | 6           | 0           |
| 2004             | 5           | 1           |
| 2005             | 1           | 0           |
| 2006             | 3           | 0           |
| 2007             | 3           | 0           |
| 2008             | 5           | 0           |
| 2009             | 4           | 0           |
| 通算             | 36          | 1           |

## タイトル
クラブ
チェルシーFC
- プレミアリーグ 2004-2005
- FAカップ 2007
- フットボールリーグカップ 2006-2007